# معضوضة تساعية الأوراق
معضوضة تساعية الأوراق (الاسم العلمي:Momordica enneaphylla) هي نوع من النباتات تتبع جنس المعضوضة من الفصيلة القرعية.